# (8200) Souten
(8200) Souten est un astéroïde de la ceinture principale.

## Description
(8200) Souten est un astéroïde de la ceinture principale. Il fut découvert le 7 janvier 1994 à Nyukasa par Masanori Hirasawa et Shohei Suzuki. Il présente une orbite caractérisée par un demi-grand axe de 2,62 UA, une excentricité de 0,13 et une inclinaison de 1,6° par rapport à l'écliptique.

## Compléments